# Женский университет Нары
Женский университет Нары (яп. 奈良女子大学) — японский женский университет, расположенный в городе Нара. Это один из двух национальных женских университетов в стране, второй — университет Отяномидзу.

## История
Женский университет Нары был создан в 1908 году под названием «Учительский женский техникум Нары» (яп. 奈良女子高学学校): его целью была подготовка учительниц для работы в школах. Реорганизован и переименован в нынешнее название в 1949 году. В 2000 году в университете прошла конференция объединения Global Classroom.

## Список факультетов
По состоянию на 2013 год в университете функционировали три факультета:
- филологический,
- факультет естественных наук,
- факультет человеческой жизни и окружающей среды.

Также там находились магистратуры и докторантуры гуманитарных и естественных наук.